# أدريان إيورداتش
أدريان إيورداتش (بالرومانية: Adrian Iordache)‏ (12 سبتمبر 1980 في رومانيا - ) هو لاعب كرة قدم روماني في مركز الدفاع. لعب مع أيل ليماسول ودينامو بوخارست ورابيد بوخارست وشينيك ياروسلافل ونادي أوتسيلول غالاتسي ونادي خزر لنكران ونادي ميوفيني ‏ وFCM Câmpina ‏ وFC Dinamo București II ‏ وغلوريا بيستريتسا ‏ وألكي لارانكا ‏ وأرغيس بيتيشت ‏.

## وصلات خارجية
- أدريان إيورداتش على موقع قاعدة بيانات كرة القدم.إي يو (الإنجليزية)
- أدريان إيورداتش على موقع Soccerway.com (الإنجليزية)